# ألما كارلين
ألما إيدا ويليبالدي ماكسيميليانا كارلين (12 أكتوبر 1889 - 15 يناير 1950) كانت مسافرة وكاتبة وشاعرة وصرافة ومتعددة لغات ومتصوفة من سلوفينيا. وكانت إحدى أوائل النساء الأوروبيات اللواتي سافرن حول العالم بمفردهن.

## سيرة شخصية
ولدت في مدينة سيلجي في ستيريا (التي أصبحت الآن جزءًا من سلوفينيا) في ما كان يُعرف آنذاك بالإمبراطورية النمساوية المجرية، وكان والدها جاكوب كارلين، الرائد في الجيش النمساوي المجري، بينما كانت أمها فيليبالدا ميهيلجاك مدرِّسة. توفي والدها عندما كانت في الثامنة من عمرها،. ونشأت ألما في بيئة يغلب عليها الناطقون بالألمانية، وعدت نفسها في الأساس نمساوية، وليست ألمانية أو سلوفينية.بعد أن أكملت تعليمها الثانوي في غراتس، سافرت إلى لندن حيث درست اللغات وتعلمت الإنجليزية والفرنسية واللاتينية والإيطالية والنرويجية والدنماركية والفنلندية والروسية والإسبانية. في السنوات اللاحقة، درست أيضًا الفارسية والصينية واليابانية،  وأمضت أيضًا ستة أشهر في باريس، حيث حضرت دورات لغات مختلفة في جامعة السوربون.في هذا الوقت، بدأت العمل على قاموسها (غير المنشور) لعشر لغات، متضمنةً اللغة السلوفينية.عند اندلاع الحرب العالمية الأولى عام 1914، اضطرت كارلين إلى الانتقال إلى السويد والنرويج، حيث كانت تُعد شخصًا غير مرغوب فيه في المملكة المتحدة لكونها مواطنة نمساوية مجرية.  في الدول الاسكندنافية،  التقت بالكاتبة السويدية سلمى لاغيرلوف، التي تأثرت بكارلين وكتابتها لدرجة أنها رشحتها لنيل جائزة نوبل. في عام 1919، عادت إلى موطنها في سيلجي، التي كانت آنذاك جزءًا من مملكة يوغوسلافيا.  بعد ذلك مباشرة تقريبًا، بدأت بجمع الأموال لرحلة أخرى. لهذا الغرض، افتتحت مدرسة للغات في سيلجي، حيث كانت تدرس ما يصل إلى عشر ساعات في اليوم، بينما كانت تقضي وقت فراغها في الرسم والكتابة.  في 24 نوفمبر 1919، أقلعت مرة أخرى، وهذه المرة في رحلة استغرقت تسع سنوات حول العالم. زارت أمريكا الجنوبية والشمالية وجزر المحيط الهادئ وأستراليا ودول آسيوية مختلفة. كانت آخر محطة في رحلتها حول العالم هي الهند.  في حين أنها تُعد غالبًا أول امرأة أوروبية سافرت بمفردها حول العالم،  كانت ثاني امرأة تقوم بذلك، وسبقتها إيدا فايفر.في يناير 1928، وبناءً على طلب والدتها المحتضرة، وعادت ألما كارلين إلى المنزل، وهي منهكة بسبب المرض الجسدي والاكتئاب الشديد. لم تسافر مرة أخرى، بل كرست معظم وقتها للكتابة. نحو عام 1934، بدأت بتطوير اهتمام شديد بدراسة الثيوصوفية في السنوات اللاحقة، وخاصة خلال الحرب العالمية الثانية، أصبحت قريبة من الكاثوليكية الرومانية. أرّخت كارلين رحلتها في مئات التقارير المنشورة في مجلات وصحف مختلفة، متضمنةً الجريدة الرسمية للألمان في سيلجي، سيلير تسايتونج، والصحف الألمانية نوي إلوستريرت تسايتونج ودير دويتشين بيرجنابي.  بعد عودتها إلى الوطن، كتبت العديد من الأعمال الخيالية والواقعية.  كانت تكتب باللغة الألمانية حتى صعود النظام النازي الألماني، عندما تخلت عن اللغة الألمانية بوصفه عملًا احتجاجيًا في ألمانيا لحرق النظام كتبها. وكتبت -أيضًا- باللغة الإنجليزية للمناطق الناطقة باللغة الإنجليزية. في 1937-1938، وجدت الصحفية الفرنسية الألمانية والكاتب المناهض للنازية هانز جاكيم بنساك ملاذًا في منزلها.
بعد فترة وجيزة من غزو المحور ليوغوسلافيا في أبريل 1941، والاحتلال الألماني لولاية ستيريا السفلى، قُبض عليها وأرسِلت إلى ماريبور، حيث انتظرت التسليم في صربيا مع الآلاف من السلوفينيين. أطلِق سراحها بفضل التدخل القوي لصديقتها ثيا جاميلين. أمكنها العودة إلى سيلجي، حيث كانت تعيش في الإقامة الجبرية.  في ربيع عام 1944، قررت الهروب إلى منطقة كارنيولا البيضاء في جنوب سلوفينيا، التي كانت تحت سيطرة المقاومة السلوفينية الحزبية. على الرغم من أنها كانت مريضة بشدة، لم يسمح لها الأنصار الشيوعيون بالسفر إلى مدينة باري التي يحتلها الحلفاء في جنوب إيطاليا.  وبدلاً من ذلك، نُقلت إلى دالماتيا حيث مكثت حتى نهاية الحرب، وعندما عادت إلى سيلجي، توفيت بسبب سرطان الثدي والسل في 14 يناير 1950، في قرية Pečovnik بالقرب من سيلجي، ودُفنت بجانب ثيا شرايبر جاملين (1906-1988) في باحة كنيسة سفيتينا.
أصبح من المحتم تقريبًا أن تصبح كارلين أيضًا جامعةً وعالمة في الأعراق البشرية. معظم الأشياء التي حصلت عليها في رحلاتها أرسلتها إلى المنزل، حيث أقامت لاحقًا متحفًا خاصًا صغيرًا. بعض المعروضات موجودة الآن في متحف سيلجي الإقليمي، ولم يُنشر العديد من كتاباتها بعد، ويُحتفظ بمعظمها في مكتبة سلوفينيا الوطنية والجامعية، وفي مكتبة ولاية برلين.
الما كارلين في عام 1920

## منشورات كارلين

### الروايات
- مالك (رواية) ، 1932 [مالك].
- السفر الانفرادي ، 1969 [السفر الانفرادي] رحلة امرأة وحيدة (لندن: فيكتور جولانكز ، 1933).
- رواية عن فيضان القارة، 1936 [رواية عن فيضان القارة].
- My Little Chinese: رواية من الصين، [My Little Chinese: رواية من الصين].
- تصوف بحر الجنوب، الجزء الأول بولينيزيا، الثاني. ديل ميلانيزيا - ميكرونيزيا، 1931 [التصوف في بحر الجنوب. الجزء الأول: بولينيزيا.  الجزء الثاني: جزء من ميلانيزيا وميكرونيزيا].
- زوجة نابوب الجانبية، 1937 [زوجة نبوب الجانبية].

### أقصوصة
- مالا سيامكا، 1937 [ليتل سيام].
- أصغر حفيد إي تشا المحترم: رواية من الصين، 1948 [أصغر حفيد لأني تشا الجليل: رواية من الصين].
- حول جوني سان: الروايات اليابانية، ٢٠٠٦ [جوني سان - الروايات اليابانية].

### قصص قصيرة
- كأس النسيان: قصتان، 1938 [كأس النسيان: قصتان].
- التنانين والأرواح، 1996 [التنانين والأرواح].
- Little Spring: Three Stories ، 1937 [الربيع الصغير: ثلاث قصص].
- دموع القمر: قصة بيرو، 1935 [دموع القمر: قصة بيرو].
- أربع فتيات في ريح القدر: قصة من بحر الجنوب، 1936، 1939، 1943 [أربع فتيات في ريح القدر: قصة بحر الجنوب].
- تلألأ عند الغسق، 1999 [تلألأ عند الغسق].

### الرحلات دوزيفيتي سفيت، 2006 [لأكتشاف العالم] أعمال الدراما
كرينغهاوزناني: دراما ضد تري ديجانجيه، 1918 [إيسرينغهاوزن: دراما في ثلاثة أعمال].

### أعمال أخرى
- كأسير في شركة Headhunters في غينيا الجديدة، 1960 [كأسير في شركة Headhunters في غينيا الجديدة].
- بلو مون، 1997 [القمر الازرق].
- شوكة مميتة، 2006 [شوكة الموت].
- ملاك على الأرض، 1998 [ملاك على الأرض].
- تجربة العالم، 2006.
- سحر بحر الجنوب: مأساة امرأة (إم باني دير سودسي) 1930، ترجمة سيلجي، موهور جيفا دروبا ، 1996 (كوبيس) [سحر بحر الجنوب: مأساة امرأة].
- Into-You-Intec، 1934 [Into-You-Intec].
- صور بعد الظهر، 1997 [رسومات تخطيطية للسفر].
- تحت العين العظام، 1938 [تحت العين العظمية].
- فقدت شجر الحور، 2007.
- شوكة مميتة، وقصص أخرى غير عادية من بيرو وبنما. (ليوبليانا: ملادينسكا كنجيغا، 2011).